# NGC 2339
NGC 2339 je galaksija u zviježđu Blizancima.

## Vanjske poveznice
- SEDS: NGC 2339